# Phlebopus bruchii
Phlebopus bruchii är en svampart som först beskrevs av Speg., och fick sitt nu gällande namn av Heinem. & Rammeloo 1982. Phlebopus bruchii ingår i släktet Phlebopus och familjen Boletinellaceae.   Inga underarter finns listade i Catalogue of Life.